# Amanalco
Amanalco è un comune del Messico, situato nello stato di Messico, il cui capoluogo è la località di Amanalco de Becerra.